# Alburnus heckeli
Alburnus heckeli — вид коропоподібних риб родини ялецевих (Leuciscidae), ендемік озера Хазер у верхній частині Тигру в Туреччині.

## Морфологія
Довжина до 12 см.

## Середовище проживання
Цей вид обмежений озером Хазер у верхній частині Тигру в Туреччині. Це пелагічний, озерний вид.

## Використання
Мішень місцевого рибальства. Подробиці невідомі.

## Загрози й охорона
Падіння рівня води в озері Хазер пояснюється забором води у водозборі та через зміну клімату, що спричинило менше опадів. Немає жодних правдоподібних загроз для цього виду.